# 格曼语支
格曼语支，又称米教语支，是藏缅语族的一個小支系，主要分布在阿鲁纳恰尔邦东部，有7000人使用。包括两种语言：
- 格曼语
- 扎话（zkr；和载瓦语没有关系）

虽然格曼人、达让人和义都人在印度统称米什米部落，在中国格曼人和达让人统称僜人（义都人被识别为珞巴族），但是格曼语支和义都-达让语支的亲属关系比较远。